# Pavao Pavlović
Pavao Pavlović (lat. Paulus de Paulo) (?, oko 1338. – Zadar, 1416.) bio je zadarski političar i kroničar. 

## Životopis
Za svoga života, Pavao Pavlović istaknuo se svojim diplomatskim i političkim službama. Nekoliko je puta biran za kneza – 1386. za trogirskog, 1399. za šibenskog, a 1408. za paškoga kneza.
U svom ljetopisu Sjećanja Pavla Pavlovića, zadarskog patricija (lat. Memoriale Pauli de Paulo, patricii Jadrensis) bilježi najvažnije događaje iz zadarske i hrvatske povijesti svoga razdoblja djelovanja (1371. – 1408. godine).